# Белозеров, Фёдор Михайлович
Фёдор Михайлович Белозеров (24 декабря 1910 (6 января 1911), Григорково,Ольговская волость, Дмитровский уезд, Московская губерния — 8 декабря 1961 года, Москва) — советский военачальник, Генерал-лейтенант (9 мая 1961 года), кандидат военных наук.

## Ранняя биография
Родился 24 декабря 1910 (6 января 1911) года в деревне Григорковой Ольговской волости Дмитровского уезда Московской губернии в семье крестьянина Михаила Яковлевича Белоозерова и его жены Ксении Никитичны, крещён 26 декабря. В 1929 году окончил 9 классов общеобразовательной школы.

## Военная служба

### Образование
Военная академия бронетанковых войск (1941), Высшая военная академия имени К. Е. Ворошилова (1948).

### Довоенное время
В декабре 1930 года добровольно вступил в ряды РККА.
С 1 декабря 1930 г. — курсант команды одногодичников 22-го стрелкового полка 8-й стрелковой дивизии.
С 15 октября 1931 г. — командир взвода 3-й пулеметной роты 22-го стрелкового полка 8-й стрелковой дивизии.
С 15 февраля 1932 г. — слушатель курса «Г» Московских курсов мотомеханизированных войск им. Коминтерна (Московский ВО).
С 9 сентября 1932 г. — командир взвода бригадной школы механизированной бригады им. Калиновского.
с 21 октября 1932 г. — командир танка БТ батальона механизированной бригады им. Калиновского
С 26 мая 1933 г. — командир танка БТ школы подготовки младшего комсостава механизированной бригады им. Калиновского (Московский ВО).
С 2 января 1934 г. — слушатель Ленинградских бронетанковых курсов усовершенствования комсостава.
С июля 1934 г. — командир отдельного учебного взвода 13-й механизированной бригады (Московский ВО).
С ноября 1935 г. по 4 мая 1941 г. — слушатель инженерного факультета Военной академии механизации и моторизации им. Сталина.
С 7 мая 1941 г. — начальник танковой школы 133-го танкового полка 215-й моторизованной дивизии.

### Великая Отечественная война
С 15 июня 1941 г. — начальник 1-й части штаба 133-го танкового полка 215-й моторизованной дивизии Юго-Западного Фронта.
С 20 июля 1941 г. — начальник штаба 133-го танкового полка 215-й моторизованной дивизии Юго-Западного Фронта.
С 15 августа 1941 г. — командир 133-го танкового полка 215-й моторизованной дивизии Юго-Западного Фронта.
С 9 ноября 1941 г. — командир 132-го отдельного танкового полка 132-й танковой бригады.
С января 1942 г. — старший помощник начальника оперативно-строевого отдела штаба АБТУ Южного фронта.
С 9 апреля 1942 г. — начальник оперативно-строевого отдела штаба АБТУ Южного фронта.
С 24 августа 1942 г. — начальник оперативного отдела, он же заместитель начальника штаба АБТУ Северо-Кавказского фронта.
С 15 октября 1942 г. начальник оперативного отдела штаба 4-го механизированного корпуса. В составе корпуса принял участие в обороне Сталинграда.
С 28 марта 1943 г. начальник оперативного отдела штаба 5-й гвардейской танковой армии. Принял участие в контрударе 5-гв Армии на южном фасе Курского выступа.
С 5 февраля 1944 г. — начальник штаба 18-го танковый корпуса.

### Послевоенная карьера
После окончания войны и преобразования 18-тк в 18-ю танковую дивизию 2 февраля 1946 г. — был назначен начальником штаба 18-й танковой дивизии.
С 18 июня 1946 г. — заместитель начальника штаба 5-й гв. механизированной армии.
С 17 января 1947 г. по 22 декабря 1948 г. — слушатель Высшей Военной академии им. Ворошилова.
С 11 февраля 1949 г. — начальник штаба 4-й гвардейской отдельной кадрированной танковой дивизии ГСВГ.
С 5 мая 1950 г. — старший преподаватель кафедры БТиМВ Высшей Военной академии им. Ворошилова.
С 22 мая 1954 г. — начальник штаба 15-й армии.
С 26 марта 1957 г. — начальник западного направления штаба объединенных вооруженных сил и 10-го Главного управления Генерального штаба.
С 6 декабря 1960 г. — исполняющий обязанности заместителя начальника 1-го управления, начальник отдела оперативной и боевой подготовки 10-го Главного управления Генерального штаба. 27 декабря 1961 г утвержден в этой должности.
Умер 8 декабря 1961 год в Москве. Похоронен на Новодевичьем кладбище.

## Награды
- орден Ленина (30.12.1956)[4]
- три ордена Красного Знамени (17.03.1942[5], 03.01.1943[6], 17.05.1951[4])
- орден Суворова II степени (13.09.1944)[7]
- орден Кутузова II степени (28.04.1945)[8]
- орден Богдана Хмельницкого II степени (29.06.1945)[9]
- орден Отечественной войны I степени (09.06.1943)[10]
- два ордена Красной Звезды (25.05.1943[11], 06.05.1946[4])
  - медали в том числе:
  - «За боевые заслуги» (03.11.1944)[4]
  - «За оборону Сталинграда»
  - «За оборону Кавказа»
  - «За победу над Германией в Великой Отечественной войне 1941—1945 гг.»
  - «За взятие Будапешта»
  - «За взятие Вены»
- Дукельская памятная медаль

## Воинские звания
- Генерал-майор танковых войск (11 мая 1949 года);
- Генерал-лейтенант (9 мая 1961 года);

## Память
Личные вещи, ряд документов и фотографии из архива Белозерова Ф. М. были переданы историко-краеведческому музею в г. Сороки в 1971 году.